# MM MaschinenMarkt
MM MaschinenMarkt ist ein Fachmedium für die Industrie und mit Informationen aus dem Produzierenden Gewerbe. Die mit jährlich 26 Stammheften erscheinende Fachzeitschrift sowie das Webportal richten sich an Fach- und Führungskräfte der ersten und zweiten Führungsebene im technischen sowie im kaufmännischen Bereich der Industrie.
Die sieben regelmäßigen Rubriken lauten: Produktion & Fertigung, Konstruktion & Entwicklung, Forschung & Innovation, Smart Factory, Robotik & Automatisierung, Betriebstechnik & Materialfluss und Management & Strategie. Die fachjournalistischen Artikel thematisieren vor allem neue Produkte und deren Einsatz in der industriellen Fertigung. Weitere Schwerpunktthemen sind Wirtschaft, IT und Management.

## Fachzeitschrift
MM Maschinenmarkt erscheint laut IVW 2/2019 mit einer verbreiteten Auflage von 50.012 Exemplaren bei der Vogel Communications Group GmbH & Co. KG.
Die monatliche Gesamtauflage international unter der Marke MM Maschinenmarkt beträgt rund 120.000 Exemplare. Das Magazin erscheint in neun Ländern, darunter China, Korea und die Schweiz. MM Logistik ist eine weitere Publikation unter der Dachmarke MM Maschinen Markt, deren Inhalte auf die Fachkräfte in der Logistik zugeschnitten sind.

## Onlineauftritt
Das Fachportal www.maschinenmarkt.de gliedert die Fachinformationen in acht Themenkanäle und vermittelt Fachwissen auch durch Formate wie Webcast und White Paper.
Der globale Marktplatz für Gebrauchtmaschinenverkäufe und -gesuche unter gebrauchtmaschinen.de wird von MM MaschinenMarkt betrieben. Er beinhaltet eine Datenbank, die einen Zugang zum internationalen Markt für Gebrauchtmaschinen darstellt.

## Sonstiges
Laut Werbemarktbeobachtung der Vertriebsunion Meynen belegt MM Maschinenmarkt den ersten Platz bei den Fach- und Wirtschaftsmedien in der Werbeträgerstatistik (Ranking Umsatz).